# Jacco Gardner
 (mai 2017).
Jacco Gardner est un multi-instrumentiste néerlandais né le 9 avril 1988 à Hoorn. Sa musique est inspirée de la musique psychédélique et de la pop baroque des années 1960. Il est considéré, avec le chanteur Tame Impala et Temples comme l'un des principaux acteurs du renouveau psychédélique.
Il commence sa carrière de musicien dans les groupes The Skywalkers et Lola Kite pour ensuite se diriger vers une carrière solo. En février 2012, le label espagnol Action Weekend sort son premier single Clear the Air. En août 2012, le label Américain Trouble In Mind publie son deuxième single Where Will you Go. La même année, Jacco Gardner commence l’enregistrement de son premier album, sur lequel il joue de tous les instruments, sauf de la batterie. L’album terminé, Cabinet of Curiosities sort en 2013 sur le label Trouble In Mind.
Le second album de l'artiste, Hypnophobia, sort le 4 mai 2015 sur un nouveau label, Full Time Hobby. En ce qui concerne l'Amérique du Nord et le Benelux, les labels sont respectivement Polyvinyl et Excelsior Recording. En 2018 paraît Somnium (du mot latin "songe"), un troisième album plus instrumental que les précédents, composé à Lisbonne. Jacco Gadner multiplie en parallèle les projets annexes, comme la mise en musique du Faust de Murnau à la Cinémathèque en mars 2017, ou encore un séjour en Zambie pour participer à la reformation du groupe de zamrock Witch.

## Discographie

### Albums
- Février 2013 : Cabinet of Curiosities
- Mai 2015 : Hypnophobia
- Novembre 2018 : Somnium

### Singles
- Février 2012 : Clear the Air
- Août 2012 : Where Will you Go
- Septembre 2013 : The End of August